# 尼歐拉鎮區 (愛荷華州波特瓦特米縣)
尼歐拉鎮區（英語：Neola Township）是位於美國愛荷華州波特瓦特米縣的一個行政鎮區。

## 地方資料
根據2010年美國人口普查的數據，尼歐拉鎮區的面積為92.31平方千米，當中陸地面積為92.03平方千米，而水域面積為0.28平方千米。當地共有人口1180人，而人口密度為每平方千米12.78人。